# Mama (singel Spice Girls)
Uzasadnienie: obie piosenki zostały wydane na wspólnym singlu
Mama – czwarty singiel girlsbandu Spice Girls w składzie Victoria Beckham 
(Posh), Emma Bunton (Baby), Geri Halliwell (Ginger), Melanie Chisholm (Sporty) i Melanie Brown (Scary). Singiel pochodzi z debiutanckiej płyty Spice (1996) i został wydany na podwójnej stronie A z utworem „Who Do You Think You Are” 3 marca 1997. W Wielkiej Brytanii singiel został sprzedany w liczbie 600.000 kopii. Słowa do utworu standardowo napisały Spicetki, prócz nich również Matt Rowe i Richard Stannard, którzy zajęli się też produkcją. British Phonography Indostry przyznało singlowi certyfikat platyny. B-sidem obydwóch utworów był „Baby Come Round”.

## Wydania singla i popularność
Singiel został wydany w Wielkiej Brytanii wraz z piosenką „Who Do You Think You Are” na podwójnej stronie A. Podobnie uczyniono to w większości innych krajów Europy. Niektóre miały też osobne single (np. Australia). W Niemczech „Mama” okazała się popularniejsza niż ten drugi utwór, więc została wydana w specyficznej formie - płyta była w kształcie serca na jej wierzchu dodano kolejny wers z refrenu, zmieniając tytuł na MAMA I LOVE YOU. 
Utwór „Mama” został niemalże natychmiast podchwycony, zyskując niezwykłą popularność wśród dzieci. Po dziś dzień jest on wykorzystywany do świętowania w Dzień Matki.

## Teledysk
Muzyczne wideo nagrane do utworu, Spice Girls zadedykowały mamom. Podczas śpiewania piosenki, mamy każdej z pięciu dziewczyn pokazywały ich zdjęcia a małe aktorki, mające naśladować małe Spicetki, które śmieją się, tańczą i bawią. 
Istnieją trzy wersje wideo, ale ta powyżej jest najbardziej rozpoznawalna. Trwa ona 3:33 minuty, ale sam utwór wydany na singlu 5:05 minut (choć „radio edit” ma długość 3:40).

## Daty wydania i certyfikaty
- Wielka Brytania – 3 marca 1997
- Japonia – 16 kwietnia 1997
- Australia – 7 lipca 1997
- Szwecja – złoto
- Wielka Brytania – platyna